# كريستينا هينريكز
كريستينا هينريكز (بالإنجليزية: Cristina Henríquez)‏ (1977، ديلاوير في الولايات المتحدة)؛ روائية أمريكية.